# 프란시스 튜레틴

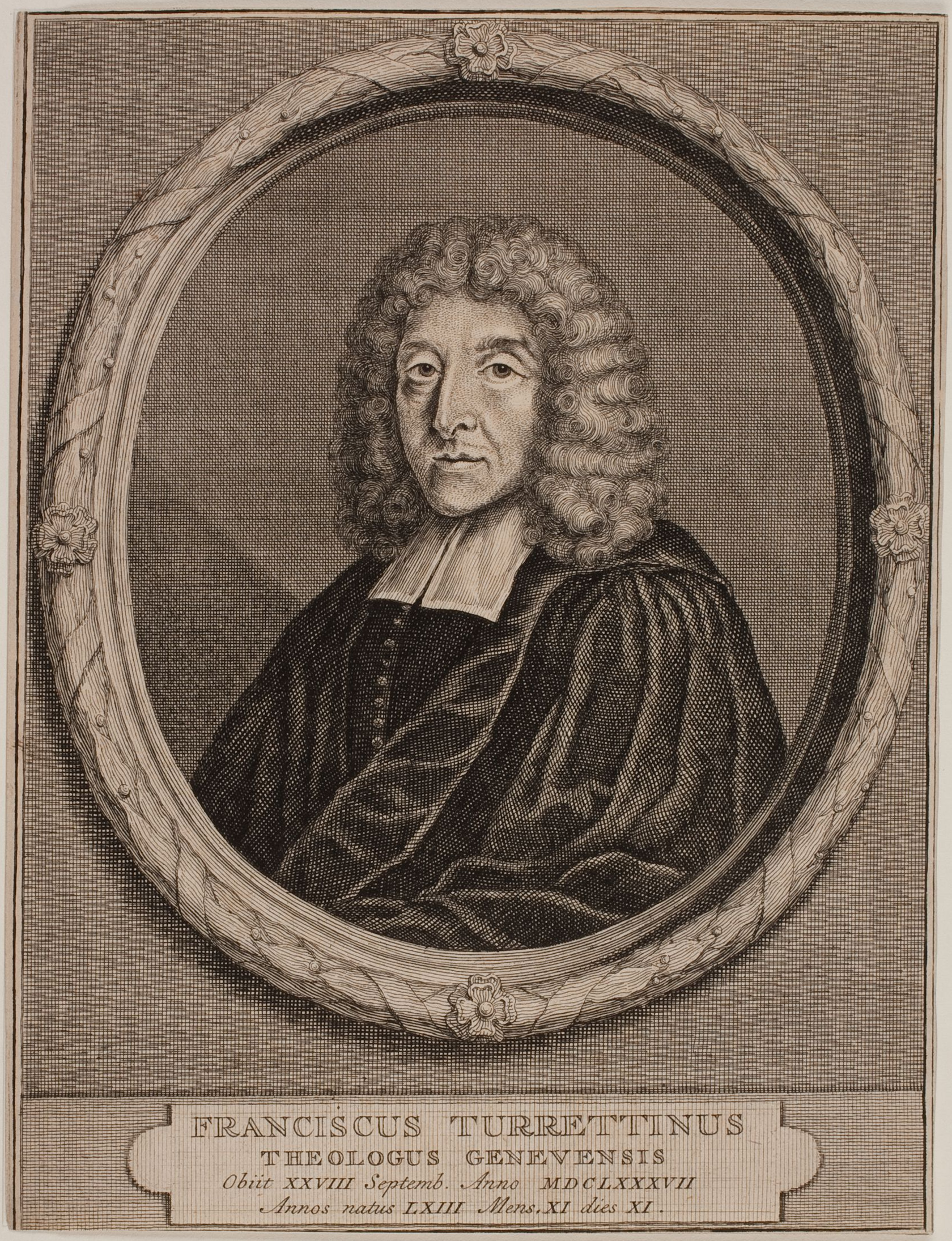
튜레틴의 초상화

프란시스 튜레틴(Francis Turretin, 1623년 10월 17일 -1687년 9월 28일, 프랜시스 튜레틴)은 이탈리아 출신의 스위스 개혁신학자이다. 튜레틴은 특별히 모세 아미라우트(Moise Amyraut)가 시작한 소우무르 학파의 신학에 강한 반대자로 알려져 있다. 그는 칼빈주의 정통주의를 변호하고 헬베틱 협약(Helvetic Consensus)의 저자들 가운데 한사람이었으며 도르트 신조에 있는 예정론을 변호하고 성경의 문자적 영감을 변호하였다. 프란시스쿠스 유니우스의 영향을 받아 신학적 구분법을 사용하였다.

## 생애
그의 부친은 정통주의 목사요 신학 교수인 베네딕트 튜레틴(Benedict Turretin)이다. 베네딕트의 부친은 프란시코 튜레티니(Francesco Turrenttini)으로 1574년 자기의 고향 누카(Lucca)떠나 1592년 제네바에 거주하였다. 베네딕트는 Lucca의 도시 장관(gonfalonier) 아들로서 1588년 출생하였고 1631년 Francis가 8살 때 죽었다. 아버지 Benedetto로부터 그의 아들 Jean Alphonse(1671- 1737)에 이르는 3대는 종교개혁 차세대의 정통 신학의 발전에 크게 이바지한 가문이 되었다. 튜레틴은 기본 대학 교육을 받은 이후에 신학을 전공하기로 결정하고 제네바 아카데미에서 수학했다. 그의 신학 교수 중에는 아르미니우스주의 문제를 다룬 도르트 대회(the Synod of Dort: 1618- 19)에 제네바의 공식 대표로 참석한 John Diodati 와 Theodore Tronchin가 있었고 또 Frederick Spanheim이 영향을 미쳤다. 그 당시 J. Diodati는 칼빈과 베자의 강좌로 명성을 날리던 이태리 신학자였다. 제네바에서 신학 수업을 마치고 그 당시의 관례대로 신학 연구의 여행을 하였다. 제일 먼저 간 곳은 레이던이었다. 그 곳에서 그는 극단 칼빈주의자(Hyper Calvinists)인 Polyander와 기스베르투스 푸티우스 ( Gisvertus Voetius : 1589- 1676 )의 강의를 들었다. 그리고 계속하여 파리로 가서 신학 이외에 Gassendi의 지도하에 물리학과 천문학을 연구하였다. 그 때 그는 Saumer 신학교를 방문했고, 그가 나중에 비판했던 Placaeus, Amyrault 그리고 Cappelus 등에 관하여 들었다. 1648년 튜레틴은 제네바 교회의 목사요 이태리계 총회의 설교자가 되었다. 그는 라틴어와 이태리어 그리고 불어로 자유롭게 설교할 수 있는 목회자였다. 1650년 그는 제베바에서 철학 교수직을 거절하고, 그 후 1년동안 Leyden에서 협동 목사(interim supply pastor)로 시무 하였다. 그러다가 1653년 제네바의 신학교수직에 부름을 받고, 1687년 그의 소천시까지 교수직과 제네바 시의 목사직(city pastor)을 유지하였다. 물론 화란에서의 그럴듯한 초청을 거부하면서 그의 직책에 충실하였다. 그는 Franz Burman, 페트루스 판 마스트리흐트, Herman Witsius, Johannes Markius, Edward Leigh, Jown Owen, Benedict Pictet등과 동시대인으로서 개신교 정통주의 신학자로 공인 되고 있다. 그의 아들은 Jean- Alphonse Turretin으로서 역시 신학의 발전에 크게 이바지한 인물이며 3대에 걸쳐 17세기의 신학의 주도적 역할을 감당하였다.

## 영향 및 평가
그의 저서인 《변증신학강요》(Institutes of Elenctic Theology)는 프린스턴 신학교의 아치볼드 알렉산더에게 영향을 주어, 찰스 핫지의 조직신학이 나오기까지 조직신학의 교과서로 쓰였다.
로저 R. 니콜은 "놀라운 종합자", 새뮤엘 알렉산더는 "개혁교회의 교리에 대한 최고의 해설자", 레온 모리스는 "제네바의 개혁주의자들 가운데 우뚝 솟은 인물"로 평가했다. 에드워드 영은 그의 저서 변증신학 강요에 대해 "성경에 대한 장엄한 논문"이라고 묘사하였다.

## 저서

### 번역된 저서
- 개혁주의 속죄론 ( 이태복 역, 개혁된 신앙사, 2002)
- 변증신학 강요 1 ( 박문재, 한병수 역, 부흥과 개혁사, 2017)